# Poppeltofsskivling
Poppeltofsskivling (Pholiota populnea) är en svampart som först beskrevs av Christiaan Hendrik Persoon, och fick sitt nu gällande namn av Kuyper & Tjall.-Beuk. 1986. Pholiota populnea ingår i släktet tofsskivlingar och familjen Strophariaceae.   Inga underarter finns listade i Catalogue of Life.
I den svenska databasen Dyntaxa används istället namnet Hemipholiota populnea för samma taxon.  Arten är reproducerande i Sverige.

## Bildgalleri

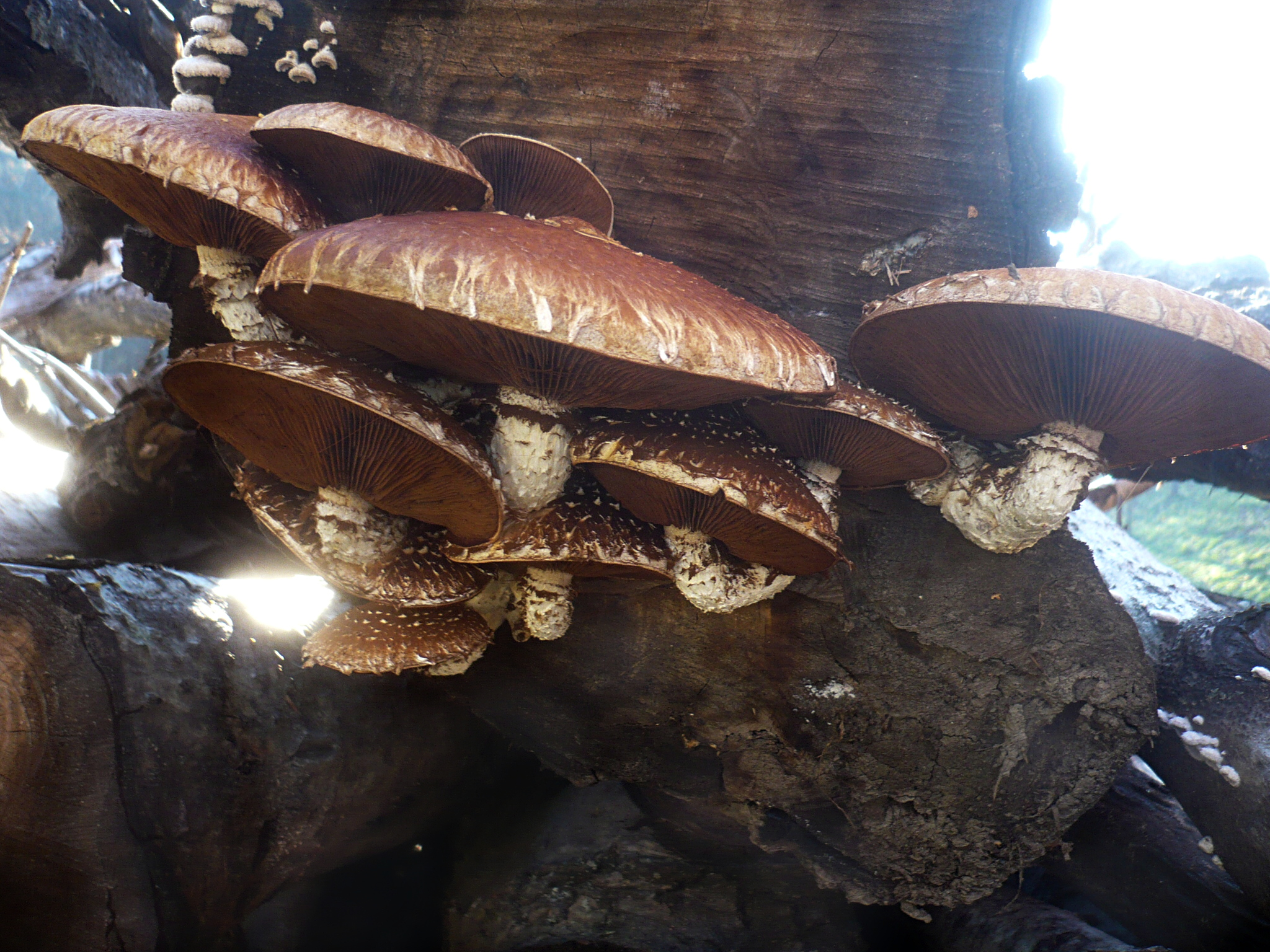
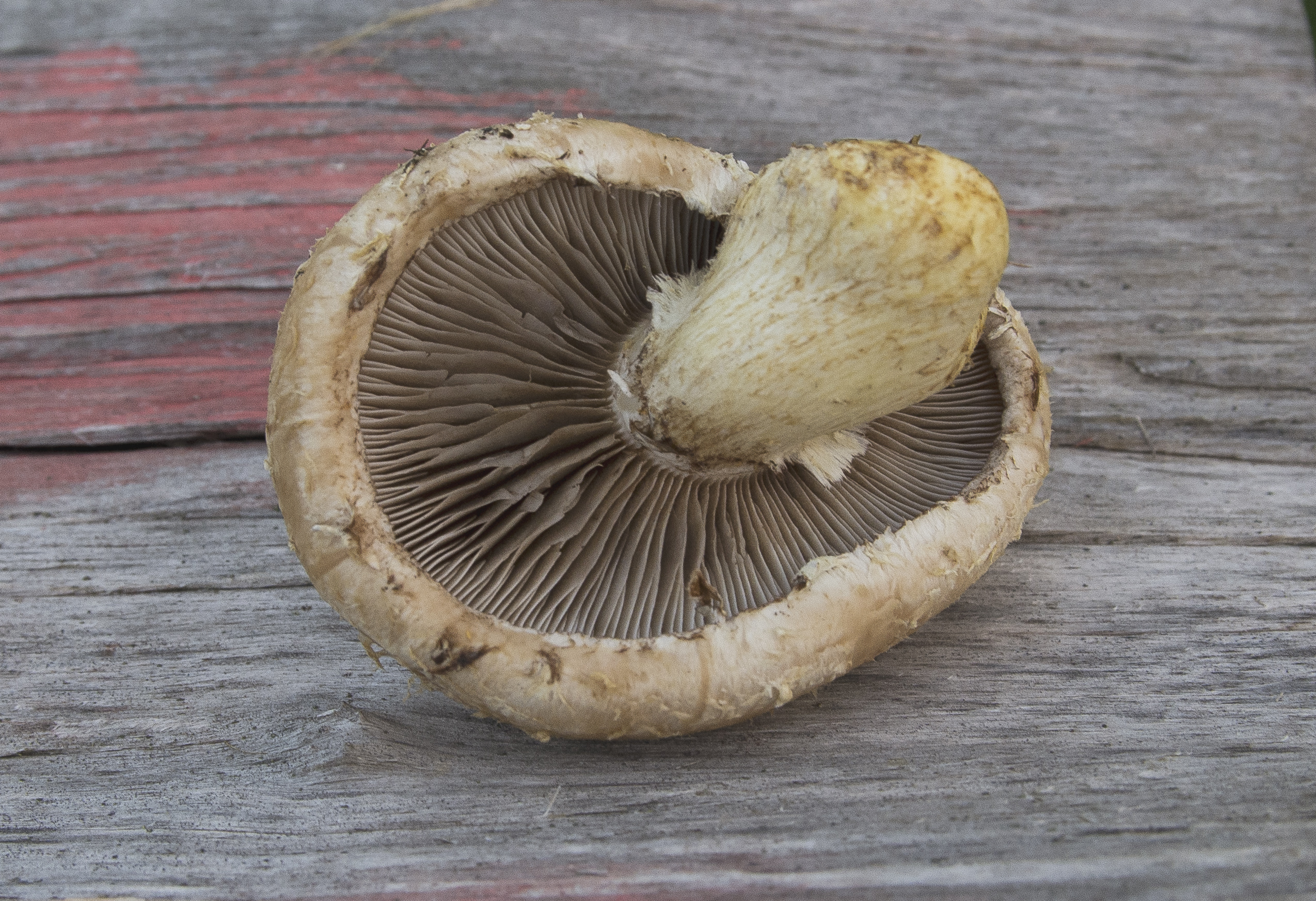
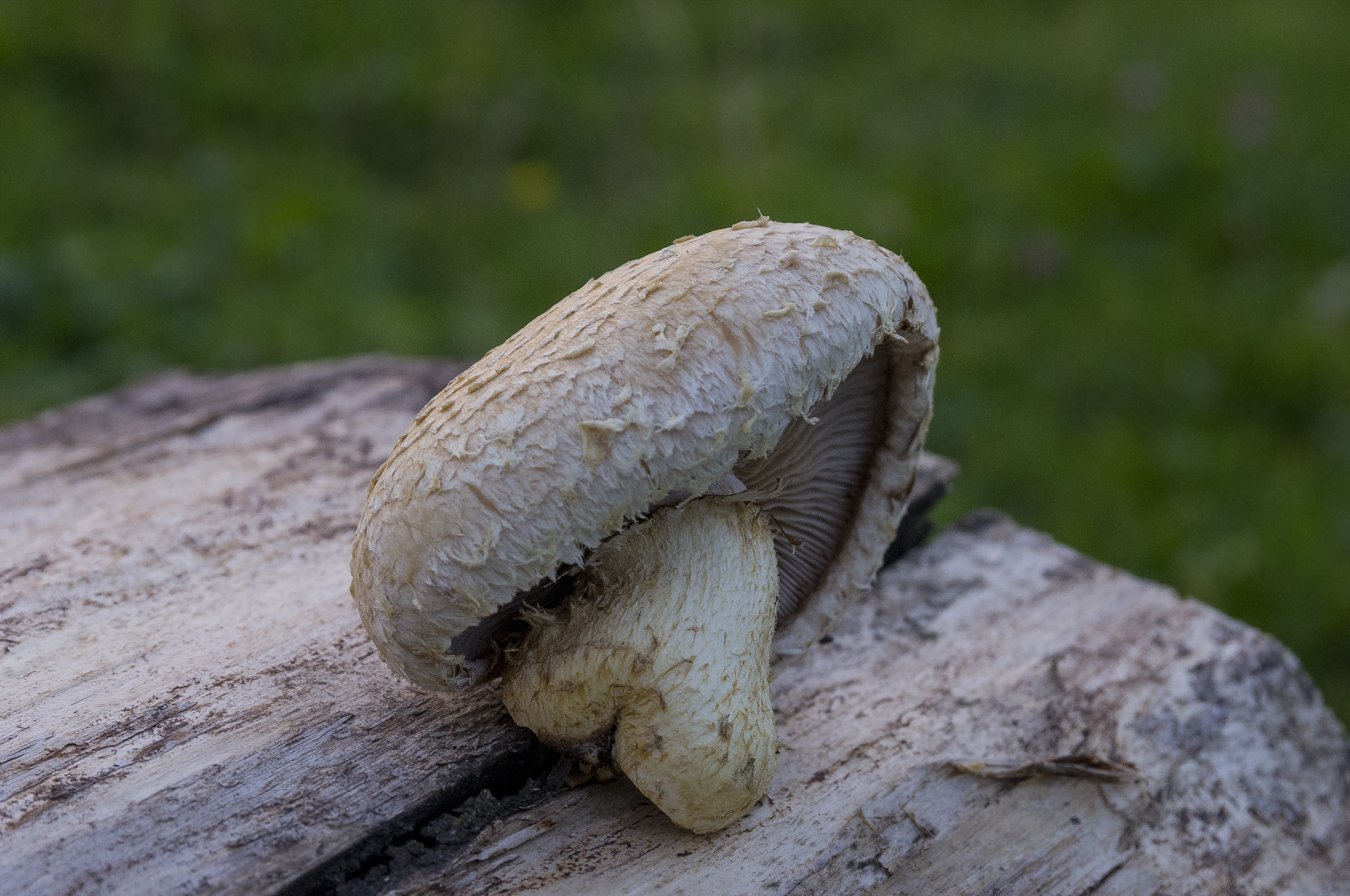
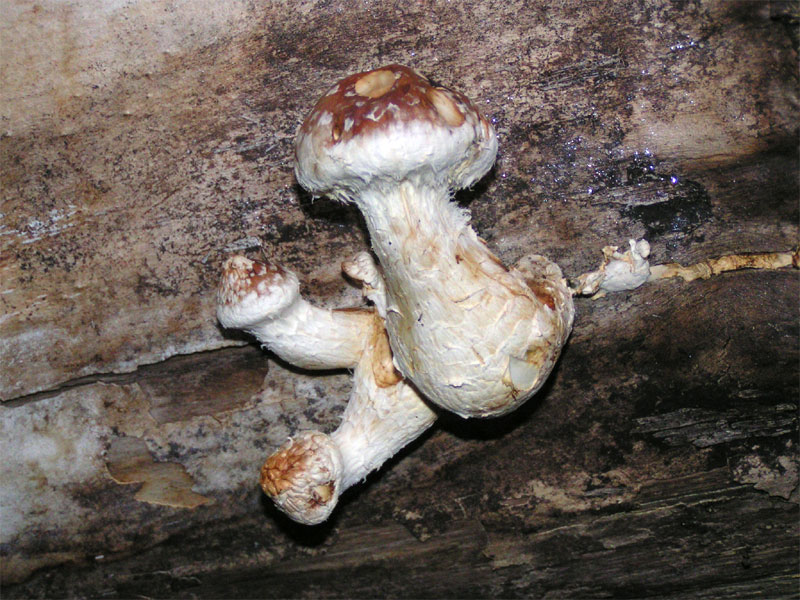